# Битва в долині Я-Дранг
Битва в долині Я-Дранґ була першою великою сутичкою між регулярними військами США та В'єтнамською народною армією (англ. PAVN/NVA) у В'єтнамській війні. Вона відбулася між 14 та 18 листопада 1965 року. Битва розгорнулася північніше від селища Плей Ме на Центральному високогір'ї (приблизно 40 км від міста Плейку). Свою назву битва запозичила від річки Дранґ, що протікає поруч, префікс «я» — означає «річка» місцевою мовою народності монтагнард.
З американського боку в битві брали участь 7-й та 2-й полки 1-ї кавалерійської дивізії армії США, з боку в'єтнамців — 33-й та 66-й полки В'єтнамської народної армії (ВНА) та партизани В'єтконгу. У битві ротою «Браво» другого батальйону 7-го кавалерійського полку командував майор Мирон Дідурик, американський військовик українського походження, який мав псевдо «Скажений козак».

## Передумови
США утримували в Південному В'єтнамі своїх радників для тренування Армії Республіки В'єтнам (ARVN). Остання, однак не могла утримати цю територію, що змусило генерала Вільяма Вестмореленда (William Westmoreland) звернутися до уряду про введення регулярних військ армії США. У 1965 році почалася підготовка аеромобільних загонів (гелікоптерної кавалерії). Восени цього ж року ВНА запланували масштабний наступ углиб Південного В'єтнаму з метою розділити країну на дві частини. Командування армії США вирішило перевірити тактику аеромобільних військ, щоб зупинити наступ. Оскільки не було можливості доставити артилерію та танки, піхота, що прилітала на гелікоптерах, повинна була координувати дії авіації на місці. У листопаді 1965-го року 1-ша повітряна кавалерія перебралася до Південного В'єтнаму. Розвіддані, що отримав полковник Томас Браун (Thomas «Tim» Brown) свідчили про активність ворога у горах Чу Понг, 22 км на північний захід від Плей Ме. Браун вирішив перевірити інформацію і вислав туди гелікоптери.

## Зони висадки (ЗВ)
Полковник Браун обрав 1-й батальйон 7-мої кавалерії під керівництвом лейтенант-полковника Гала Мура. Назви місць висадки за традицією НАТО називали літерами, а для покращення їхньої упізнаваності при радіопередачах літеру розгортали у ціле слово (наприклад А — Альфа)
- ЗВ X-Ray на 13°34′4.6″ пн. ш. 107°42′50.4″ сх. д. / 13.567944° пн. ш. 107.714000° сх. д..
- ЗВ Albany to the north at 13°35′43″ пн. ш. 107°42′55″ сх. д. / 13.59528° пн. ш. 107.71528° сх. д.
- ЗВ Columbus, 13°35′20.8″ пн. ш. 107°44′29″ сх. д. / 13.589111° пн. ш. 107.74139° сх. д.
- ЗВ Tango 13°35′28.8″ пн. ш. 107°42′46″ сх. д. / 13.591333° пн. ш. 107.71278° сх. д.
- ЗВ Yankee 13°33′14.1″ пн. ш. 107°43′1.3″ сх. д. / 13.553917° пн. ш. 107.717028° сх. д.
- ЗВ Whiskey 13°33′17.8″ пн. ш. 107°43′40.8″ сх. д. / 13.554944° пн. ш. 107.728000° сх. д.
- ЗВ Victor 13°33′33″ пн. ш. 107°43′47.8″ сх. д. / 13.55917° пн. ш. 107.729944° сх. д.

Артилерійська підтримка здійснювалася з бази Фалькон, що була приблизно за 8 км на північний схід 13°37′22″ пн. ш. 107°45′51″ сх. д. / 13.62278° пн. ш. 107.76417° сх. д.
Зона висадки X-Ray була не більшою ніж футбольне поле, на яку одночасно могли сідати лише вісім гелікоптерів. 1-й батальйон 7-го полку 1-ї повітряної кавалерії мав типовий для цих військ склад: три роти піхоти (A, B, C — Alpha, Bravo, Charlie), рота важкого озброєння (Delta) — загалом 450 осіб. Батальйон мав 16 транспортних гелікоптерів Bell UH-1 Iroquois (Huey), що перевозили 10—12 солдатів. Таким чином батальйон можна було доставити тільки за декілька заходів, перевозячи по роті за один раз. Висадки відбувалися з інтервалом 30 хвилин. Мур вирішив відправити першими роту Браво, потім Альфу, Чарлі і згодом Дельту. Перші дві роти повинні були рухатися на північ, Чарлі — на південь, а Дельта з важким озброєнням мала залишатися в центрі для резерву. Великий термітник у центрі слугував орієнтиром для штабу полковника.

## Бойові дії
О 10:48 14 листопада перші частини роти Браво приземлилися на ЗВ X-Ray після 30-ти хвилинного бомбардування цієї території авіацією та артилерією. Однак, замість того, аби виставити оборону ериметру, бійці Браво скупчилися в центрі ЗВ. Малі групи вирушили на розвідку і невдовзі впіймали солдата ВНА, що розповів про три батальйони у горах Чу Понг загальною кількістю 1600 осіб.
О 12:15 пролунав перший постріл у річищі висохлого струмка, де перебував третій взвод Браво. Інший взвод потрапив у засідку. Солдатів притисли до землі так, що вони не могли навіть викопати собі укриття. Почалася дводенна атака на ЗВ X-Ray. Два дні тривали тяжкі бойові дії. Командування ВНА під тиском великих втрат вирішило відступати. Однак американці залишилися. На наступний день вони потрапили у засідку дорогою до ЗВ Albany.

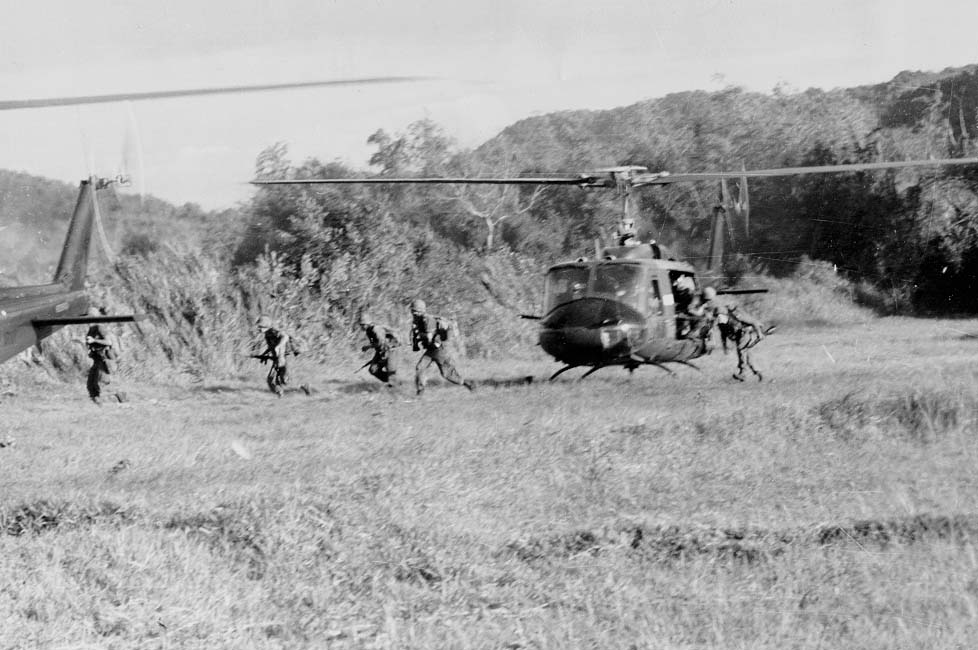
1/7 кавалерія висаджується у ЗВ X-Ray

## Результат
Обидві воюючі сторони визнали битву вдалою. Командування ВНА визначило, що при близькому контакті можна уникнути вогню артилерії та авіаударів. Американські війська протестували тактику аеромобільної війни. Вперше був застосований метод підрахунку тіл убитих, як критерій успіху операції. У битві в долині Я-Дранґ загинуло близько 300 американців та понад 1000 в'єтнамських солдатів.

## У масовій культурі
У 1992 році командир батальйону Гаролд Мур та журналіст Джозеф Л. Ґелловей видали книгу «Ми були солдатами… і молодими». Книжка вийшла в українському перекладі у видавництві «Астролябія» у 2018 році. Переклала з англійської мови Вікторія Дєдик. На основі книги у 2002 році був знятий фільм «Ми були солдатами». Цей фільм уперше показав американських солдатів у В'єтнамі героями, на відміну від попередніх, де війна засуджувалася.